# Картахенський собор
Картахенський собор Санта-Марія-ла-В'єха (ісп. La Catedral de Santa María la Vieja) — колишній кафедральний собор Картахени.

## Історія
В даний час собор є руїнами. Формально він є кафедрою єпархії Картахени, але де-факто її основним собором є Мурсійський собор.
Сам собор відомий з XIII століття, коли в 1250 Папою Римським відновлена єпархія Картахени. Єпископом нової єпархії став францисканський чернець Педро Гальєго, духівник Альфонсо X.
Існують розбіжності, чи мав храм, який існував дома Санта-Марія-ла-В'єха статус собору. У записах Середньовіччя та епохи Відродження будівля згадується як Висока церква (Iglesia Mayor), а Старий собор згадується лише з XVIII століття.
Наприкінці XIX століття основи середньовічної церкви впали, пізніше будівлю відновили за проектом архітектора Віктора Бельтрі, у романському стилі з використанням елементів стилю модерн.
25 липня 1936 під час бойових дій Іспанської громадянської війни собор пошкоджено, знищено вівтар.
У 1939 бомбардування франкістів знищила північну частину будівлі, після чого собор покинутий.
Руїни собору є національною пам'яткою Іспанії. У 1988 при розкопках біля руїн виявлено римський театр; з'ясувалося, що старий собор був споруджений у верхній частині театру, а під час будівництва використовувалися матеріали з античної будови.